# Усовка (Нижегородская область)
Усовка — деревня в Сергачском районе Нижегородской области России. Входит в состав Андреевского сельсовета.

## География
Деревня находится в юго-восточной части Нижегородской области, в зоне хвойно-широколиственных лесов, на берегах реки Медведки, на расстоянии приблизительно 14 километров (по прямой) к северо-востоку от города Сергача, административного центра района.
Климат
Климат характеризуется как умеренно континентальный, с коротким тёплым летом и холодной снежной зимой. Среднегодовая температура — 3,6 °C. Средняя температура воздуха самого тёплого месяца (июля) — 20 — 22 °C; самого холодного (января) — −11,5 °C. Среднегодовое количество атмосферных осадков составляет 450—500 мм, из которых большая часть выпадает в тёплый период.
Часовой пояс
Деревня Усовка, как и вся Нижегородская область, находится в часовой зоне МСК (московское время). Смещение применяемого времени относительно UTC составляет +3:00.

## Население
| 2002 | 2010 |
| ---- | ---- |
| 113  | ↘52  |

Национальный состав
Согласно результатам переписи 2002 года, в национальной структуре населения русские составляли 99 %.